# Adelencyrtus moderatus
Adelencyrtus moderatus är en stekelart som först beskrevs av Howard 1897.  Adelencyrtus moderatus ingår i släktet Adelencyrtus och familjen sköldlussteklar. Inga underarter finns listade i Catalogue of Life.